# Kalopanax septemlobus
Kalopanax es un género monotípico de plantas con flores  de árboles caducos perteneciente a la familia Araliaceae.  Su única especie: Kalopanax septemlobus (Thunb.) Koidz., nakai, es originaria  del nordeste de Asia, desde la isla de Sajalín y Japón hasta China. 

## Descripción
Crece hasta los 30 metros de altura, con un tronco de 1-1,5 m de diámetro. Los tallos son espinosos con espinas de 1 cm de longitud. Las hojas son alternas, en apariencia similares a las de Fatsia, con 15-35 cm de amplitud, palmeada lobulada con cinco o siete lóbulos y cada lóbulo finamente dentado. 
Las flores se producen a final del verano en grandes umbelas de 20-50 cm en el ápice de los tallos, cada flor tiene 4-5 pétalos. El fruto es una pequeña drupa negra que contiene dos semillas.

## Cultivo
Es cultivado como planta ornamental en Europa y Norteamérica por su apariencia tropical de sus hojas palmeadas, son muy robustos y toleran temperaturas de  -40 °C. 

## Variedades
- Kalopanax septemlobus subsp. lutchuensis (Nakai) H.Ohashi
- Kalopanax septemlobus forma maximowiczii (Van Houtte) H.Ohashi
- Kalopanax septemlobus subsp. septemlobus[2]

## Nombre común
- Español:Árbol espinoso del aceite de ricino

## Sinonimia
- Acer septemlobum Thunb. in J.A.Murray, Syst. Nat. ed. 14: 912 (1784).
- Acanthopanax septemlobus (Thunb.) Koidz. ex Rehder, Man. Cult. Trees: 859 (1927).[3]